# ハリウッド・バーバンク空港
ハリウッド・バーバンク空港（英: Hollywood Burbank Airport） (IATA: BUR, ICAO: KBUR, FAA LID: BUR)  は、アメリカ合衆国カリフォルニア州バーバンク市に位置する空港。2003年から2017年までの間、同空港の名称はボブ・ホープ空港（英: Bob Hope Airport）であったが、2017年に現在の名称に改名された。2003年以前の名称は、バーバンク・グレンデール・パサデナ空港（英: Burbank-Glendale-Pasadena Airport）であった。IATA空港コードはBURである。
ロサンゼルス大都市圏に点在する空港のひとつで、ロサンゼルス/LAXを筆頭に、ロサンゼルス/オンタリオ（カリフォルニア） (ONT)、ロサンゼルス/サンタアナ（オレンジ・カウンティー）(SNA)、ロサンゼルス/ロングビーチ(LGB)が含まれる。

## 概要
この空港は、旧称にある3つの自治体が出資している「バーバンク・グレンデール・パサデナ空港公団」が所有者である。2003年11月4日に、空港公団はその年の始めに亡くなったコメディアン「ボブ・ホープ」に敬意を表して、ボブ・ホープ空港 へ空港名を変更する協議を行い、彼の個人所有の航空機を空港内に保管することとした。新しい名前は ボブ・ホープが生まれた年、1903年に初飛行を行ったライト兄弟の100周年記念にあたる2003年12月17日に変更された。2017年、空港の所在地を明確にするため、ボブ・ホープ空港はハリウッド・バーバンク空港に改名された。
アメリカ (ハワイ州を含む) の各地へ直行便が就航している。ハリウッド・バーバンク空港はターミナルを一つ持っている。また、この空港に隣接する、バーバンクの鉄道駅はアムトラック及びメトロリンクによってサービスされている。
この空港はワーナーブラザーズの撮影所やユニバーサルスタジオが近いため、多くの関係者・観光客が利用している。ロサンゼルス市地域及び地方からの利用客も多く、混雑しているロサンゼルス国際空港を避け、この空港を利用する人も多い。

## 主な航空会社
- サウスウエスト航空（サンフランシスコ、オークランド、サクラメント、サンノゼ、ラスベガス、フェニックス、リノ、ソルトレイクシティ、デンバー、ダラス、オースティン、シカゴ）
- アラスカ航空（シアトル、ポートランド、サンタローザ）
- アメリカン航空（ダラス、フェニックス）
- アメリカン・イーグル（ダラス）
- デルタ・コネクション（ソルトレイクシティ）
- ユナイテッド・エキスプレス（デンバー、サンフランシスコ）
- フロンティア航空（ラスベガス、フェニックス、デンバー）
- ジェットブルー航空（ニューヨーク）
- スピリット航空（ラスベガス）

## 空港周辺
- ユニバーサル・スタジオ・ハリウッド
- グリフィス公園